# Angers SCO Handball
 (décembre 2014).
Si vous disposez d'ouvrages ou d'articles de référence ou si vous connaissez des sites web de qualité traitant du thème abordé ici, merci de compléter l'article en donnant les références utiles à sa vérifiabilité et en les liant à la section « Notes et références ».
Maillots
Actualités
Dernière mise à jour : 5 novembre 2024.
La section handball d'Angers SCO (couramment abrégé en SCO) est un club français de handball basé à Angers.
Le club, précédemment nommé Angers-Noyant Handball, a évolué en Division 1 entre 2000 et 2006 et a pris sa dénomination actuelle en 2018,. Après trois saisons en Proligue (D2), le club est relégué en Nationale 1 (3e division) au terme de la saison 2021-2022. Finaliste de la saison 2022-2023 de Nationale 1, Angers SCO retrouve la Proligue.

## Histoire

### Les débuts à Noyant-la-Gravoyère
L'histoire d'Angers-Noyant commence véritablement à Noyant-la-Gravoyère comme son nom peut le laisser supposer. Cette commune de 2 000 habitants, située à 7 km de Segré, sous-préfecture de Maine-et-Loire était une place forte du handball dans les années 1980, début 1990. À cette époque, le club de Noyant-la-Gravoyère réussit parvient à hisser ses deux équipes seniors en Nationale 2[Laquelle ?]. Toutes les équipes jeunes évoluaient en régional. Les dimanches sont alors de véritables jours de fête : le match de l'équipe féminine à 15 heures est suivi de celui de l'équipe masculine à 17 heures, devant une assistance très nombreuse. Il n'était pas rare de voir 700 personnes dans cette salle de sport. Les Jean-Luc Adde, Jacques Prioux, Frédéric Campe, Thierry Landais, Alexis Dupuis, Frédéric Bois, Jacky Feneux, écrivirent les plus belles pages de l'histoire du club.

### La migration à Angers et la montée dans l'élite
La progression de ce club passait inévitablement par une migration vers Angers. Les premiers matchs eurent lieu à la salle Jacques Millot, d'Angers dans le quartier de Belle Beille. Noyant, orphelin de son club de handball n'hésitait pas à envoyer un car complet de supporters tous les quinze jours. Noyant-la-Gravoyère s'est, à partir de cet instant, tournée vers la formation notamment chez les jeunes et s'est associée à Segré en ce qui concerne les équipes seniors masculines, avec de belles réussites notamment (montée en Nationale 3 sous la houlette d’Yvon Lesour).
Le club accède à la Division 2 en 1996 puis à la Division 1 en 2000. À la lutte pour le maintien, le club parvient à rester dans l'élite jusqu'en 2006.
Les plus belles réussites de Noyant-la-Gravoyère demeurent notamment Frédéric Guioullier qui évolua en D1 à Angers, mais surtout a vu l'éclosion de Bertrand Roiné qui a évolué en D1 à Angers, Dunkerque, puis à Chambéry. Champion du monde en 2011 avec l’équipe de France, il participe également au Mondial 2015 sous le maillot qatari.

### Arrivée du président Maniable
Arrivé lors de la saison 2007-2008, Christophe Maniable reprend le club en main. L'Angers-Noyant obtient son accession à la D2 en devenant champion de France de Nationale 1 en 2009. À l'issue de la saison 2010-2011, l'entraîneur Denis Tristant a quitté ses fonctions et est devenu sélectionneur de la sélection congolaise.
Son successeur se nomme David Peneau, et il s'ensuit un profond remaniement de l'effectif, dont le départ de l'emblématique capitaine Yann Lemaire.
Lors de la saison 2012/2013, après plusieurs saisons dans le bas du classement, Angers-Noyant remonte la pente avec une 9e place lors de cette saison de Pro D2. Avec la réception du Paris Saint-Germain Handball lors du 16e de finale de la Coupe de France, Angers réussit une belle saison.
Treizième et dernier du lors de la saison 2013/2014, le club profite du dépôt de bilan des Girondins de Bordeaux HBC et de la relégation administrative du Saint-Marcel Vernon pour se maintenir in extremis en Division 2. Mais la 9e place en 2015 ne sera qu'un salut temporaire et le club est relégué au terme de la saison 2015-2016.

### 2018: le club devient Angers SCO Handball
En 2019, Issam Tej est nommé entraîneur-adjoint de Guillaume Dupin. En novembre 2021, Issam Tej prend la tête de l'équipe seul puis en duo avec Denis Tristant à partir de janvier 2022 et en juin 2022, la direction du club lui renouvelle la responsabilité de l'équipe professionnelle pour les 2 saisons suivantes malgré la dernière place du club en D2.

## Bilan saison par saison
| Saison    | Division    | Classement |
| --------- | ----------- | ---------- |
| 1988-1989 | Nationale 2 | 2e         |
| 1989-1990 | Nationale 2 | 2e         |
| 1990-1991 | Nationale 2 | 3e         |
| 1991-1992 | Nationale 2 | 8e         |
| 1992-1993 | Nationale 2 | 4e         |
| 1993-1994 | Nationale 1 | 11e        |
| 1994-1995 | Nationale 1 | 8e         |
| 1995-1996 | Nationale 1 | 2e         |
| 1996-1997 | Division 2  | 6e         |
| 1997-1998 | Division 2  | 7e         |
| 1998-1999 | Division 2  | 4e         |
| 1999-2000 | Division 2  | 2e         |
| 2000-2001 | Division 1  | 12e        |
| 2001-2002 | Division 1  | 11e        |
| 2002-2003 | Division 1  | 10e        |

| Saison    | Division    | Classement |
| --------- | ----------- | ---------- |
| 2003-2004 | Division 1  | 11e        |
| 2004-2005 | Division 1  | 12e        |
| 2005-2006 | Division 1  | 13e        |
| 2006-2007 | Division 2  | 4e         |
| 2007-2008 | Division 2  | 14e        |
| 2008-2009 | Nationale 1 | 1er        |
| 2009-2010 | Division 2  | 11e        |
| 2010-2011 | Division 2  | 14e        |
| 2011-2012 | Division 2  | 12e        |
| 2012-2013 | Division 2  | 9e         |
| 2013-2014 | Division 2  | 13e        |
| 2014-2015 | Division 2  | 9e         |
| 2015-2016 | Division 2  | 13e        |
| 2016-2017 | Nationale 1 | 4e         |
| 2017-2018 | Nationale 1 | 3e         |

| Saison              | Division            | Classement          |
| Angers SCO Handball | Angers SCO Handball | Angers SCO Handball |
| ------------------- | ------------------- | ------------------- |
| 2018-2019           | Nationale 1         | 16e                 |
| 2019-2020           | Nationale 1         | 3e                  |
| 2020-2021           | Division 2          | 16e                 |
| 2021-2022           | Division 2          | 16e                 |
| 2022-2023           | Nationale 1         | 2e                  |
| 2023-2024           | Division 2          | 15e                 |
| 2024-2025           | Division 2          | en cours            |

## Personnalités liées au club

### Entraineurs
- Issam Tej : depuis novembre 2021 (en duo avec Denis Tristant de janvier à mai 2022)[5]
- Guillaume Dupin : de 2017 à novembre 2021
- Laurent Sorin : de 2014 à 2017
- David Peneau : de 2010 à 2014[7]
- Denis Tristant : de 2009 à 2010
- Tomislav Križanović : de 2007 à 2009
- Éric Chedotal : de 2006 à 2007
- Laurent Sorin : de 1997 à 2006
- Dominique Vetault : dans les années 1990[8]
- Claude Fleury : dans les années 1990[9]
- Jean-Luc Adde : dans les années 1980[10]

### Présidents
Depuis la création du club en 1988, Angers SCO Handball a connu cinq présidents différents :
- Christophe Maniable : depuis 2018
- Gérard Voinot : de 2016 à 2018
- Christophe Maniable : de 2008 à 2016
- Francis Serex : de 1992 à 2007
- Alain Campe : de 1988 à 1992

### Joueurs
- Aurélien Abily : joueur de 2000 à 2004
- Patrice Annonay : joueur de 1998 à 2005
- Éric Chedotal : joueur de ? à ?
- Rabah Gherbi : joueur de 2000 à 2001
- Sylvain Kieffer : joueur de 2007 à 2008
- Sofiane Lamali : joueur de 2000 à 2006
- Tewfik Sadaoui: joueur de 2001 à 2005
- Sid Ali Yahia : joueur de 2012 à 2014
- Alric Monnier : joueur de 2005 à 2008
- Bertrand Roiné : joueur de 1987 à 2004
- Cédric Sorhaindo : joueur de 2001 à 2004

## Historique du logo

Logo jusqu'en 2018
Logo depuis 2021